# Liste der Ministerien in Uruguay
Diese Liste beinhaltet die Ministerien der Regierung in Uruguay.:
| Logo | Ministerium                                             | Ministerium                                       | Foto | Gründung          |
| ---- | ------------------------------------------------------- | ------------------------------------------------- | ---- | ----------------- |
|      | Ministerium für nationale Verteidigung                  | Ministerio de Defensa Nacional                    |      | 22. Dezember 1828 |
|      | Ministerium für soziale Entwicklung                     | Ministerio de Desarrollo Social                   |      | 21. März 2005     |
|      | Ministerium für Wirtschaft und Finanzen                 | Ministerio de Economía y Finanzas                 |      | 8. März 1830      |
|      | Ministerium für Bildung und Kultur                      | Ministerio de Educación y Cultura                 |      | 26. Februar 1848  |
|      | Ministerium für Viehzucht, Landwirtschaft und Fischerei | Ministerio de Ganadería, Agricultura y Pesca      |      | 19. März 1935     |
|      | Ministerium für Industrie, Energie und Bergbau          | Ministerio de Industria, Energía y Minería        |      | 1907              |
|      | Innenministerium                                        | Ministerio del Interior                           |      | 22. Dezember 1828 |
|      | Ministerium für Auswärtige Angelegenheiten              | Ministerio de Relaciones Exteriores               |      | 22. Dezember 1828 |
|      | Gesundheitsministerium                                  | Ministerio de Salud Pública                       |      | 5. September 1933 |
|      | Ministerium für Arbeit und soziale Sicherheit           | Ministerio de Trabajo y Seguridad Social          |      | 12. März 1907     |
|      | Ministerium für Verkehr und öffentliche Arbeiten        | Ministerio de Transporte y Obras Públicas         |      | 2. März 1891      |
|      | Ministerium für Tourismus                               | Ministerio de Turismo                             |      | 24. Dezember 1986 |
|      | Ministerium für Wohnungswesen und Raumplanung           | Ministerio de Vivienda y Ordenamiento Territorial |      | 30. Mai 1990      |
|      | Ministerium für Umwelt                                  | Ministerio de Ambiente                            |      | 9. Juli 2020      |